# Beeston and Stapleford

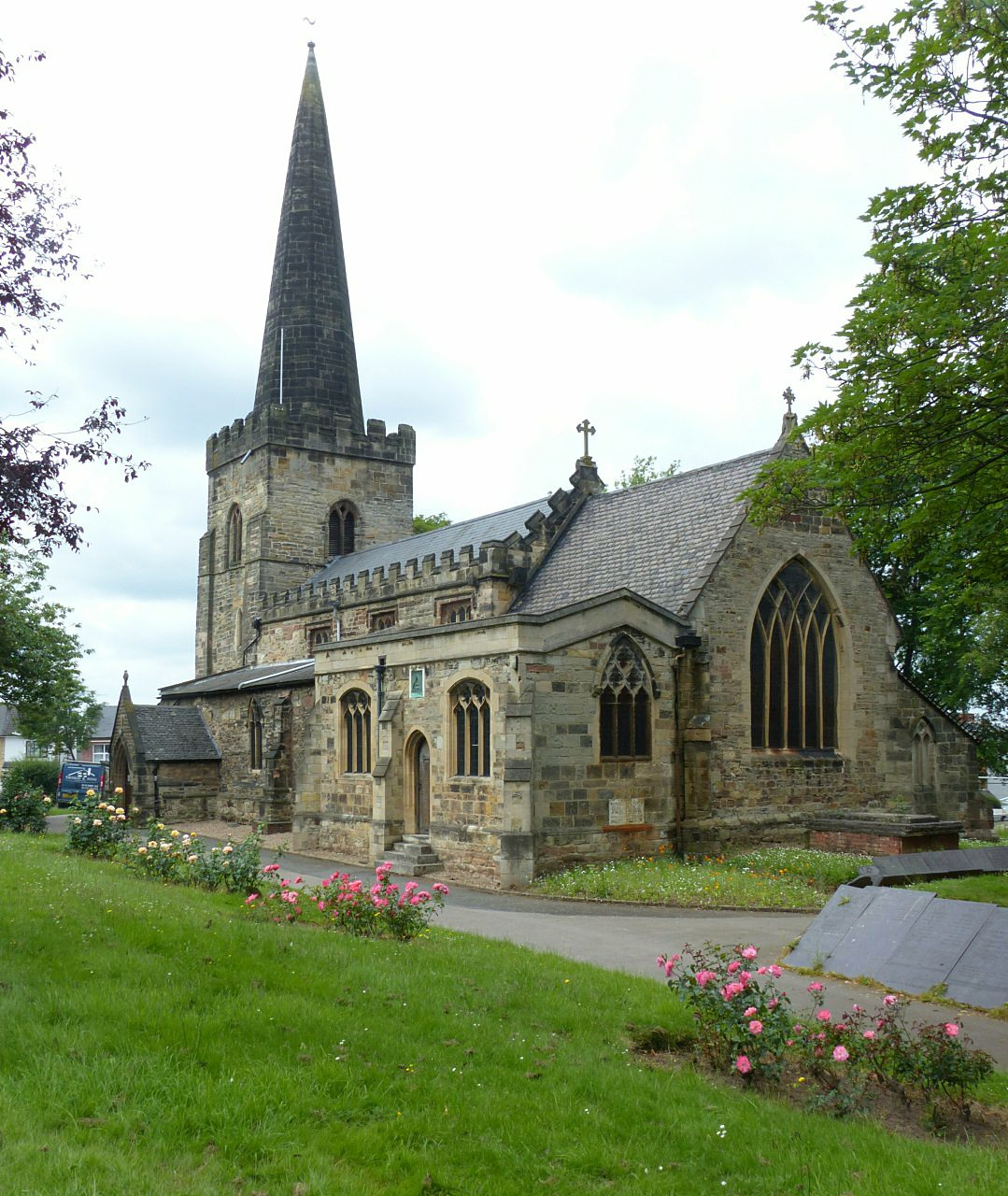
Stapleford

Beeston and Stapleford var en civil parish från 1935 till 1974, i grevskapet Nottinghamshire, i England. Civil parish var belägen 6 km från Nottingham och hade 55 995 invånare år 1961. Beeston and Stapleford var ett distrikt från 1935 till 1974 då den blev en del av Broxtowe.